# 空椎亜綱
空椎亜綱（くうついあこう、学名 : Lepospondyli）は、古生代石炭紀からペルム紀前期まで存在した両生類の1グループである。ネクトリド目以外はヨーロッパと北アメリカでしか発見されていない。

## 特徴
陸生から半水生、水生までさまざまなタイプがあったが、ディプロカウルスの全長1mを最大として、体の小さな種が多かった。当時大型化する傾向にあった迷歯亜綱とは競合する生態的地位に無かったらしい。
脊椎に糸巻き状の側椎心を持つ。椎骨は一般的に見られるようにまず軟骨として形成され、それが置換されていくのではなく、脊索の周りに直接に形成される。これは現生の有尾目・無足目と共通する特徴であり、このためこれら2目を空椎亜綱に分類する説もある。また、神経弓は椎骨と融合していることが多い。
迷歯亜綱と違い、迷路歯・対を成す口蓋部の牙・耳切痕を持たない。しかしこれは体が小型であることからくる平行進化の結果であり、共通の先祖を持っていることを意味するものではないという説もある。

## 下位分類
細竜目 Microsauria
空椎類中最も多様性に富むグループ。外鰓を持った水中生の種・トカゲに似た陸生の種・長い胴体と短い足を持つ地中生らしい種などがいた。
リソロフィス目 Lysorophia
細竜目から派生した。長い胴体と短い手足を持ち、ハイギョのように繭を作って夏眠していたことが知られている。
欠脚目 Aïstopoda
四肢も肢帯も痕跡すらない、ヘビに似た両生類。石炭紀前期にはすでに出現していた。水中生だったのか地中生だったのかは分かっていない。
ネクトリド目 Nectridea
ディプロカウルスを含む水中性のグループ。扁平な体と左右に発達した頭骨、平たく強力な尾部が特徴。この目だけ北アフリカからも発見例がある。
アデロギリヌス目 Adelospondyli
四肢は無いが肩帯の痕跡は残している。欠脚類との関係はよく分からない。
アケロンティスクス科 Acherontiscidae
細竜類と近縁とされるが、目所属不明。

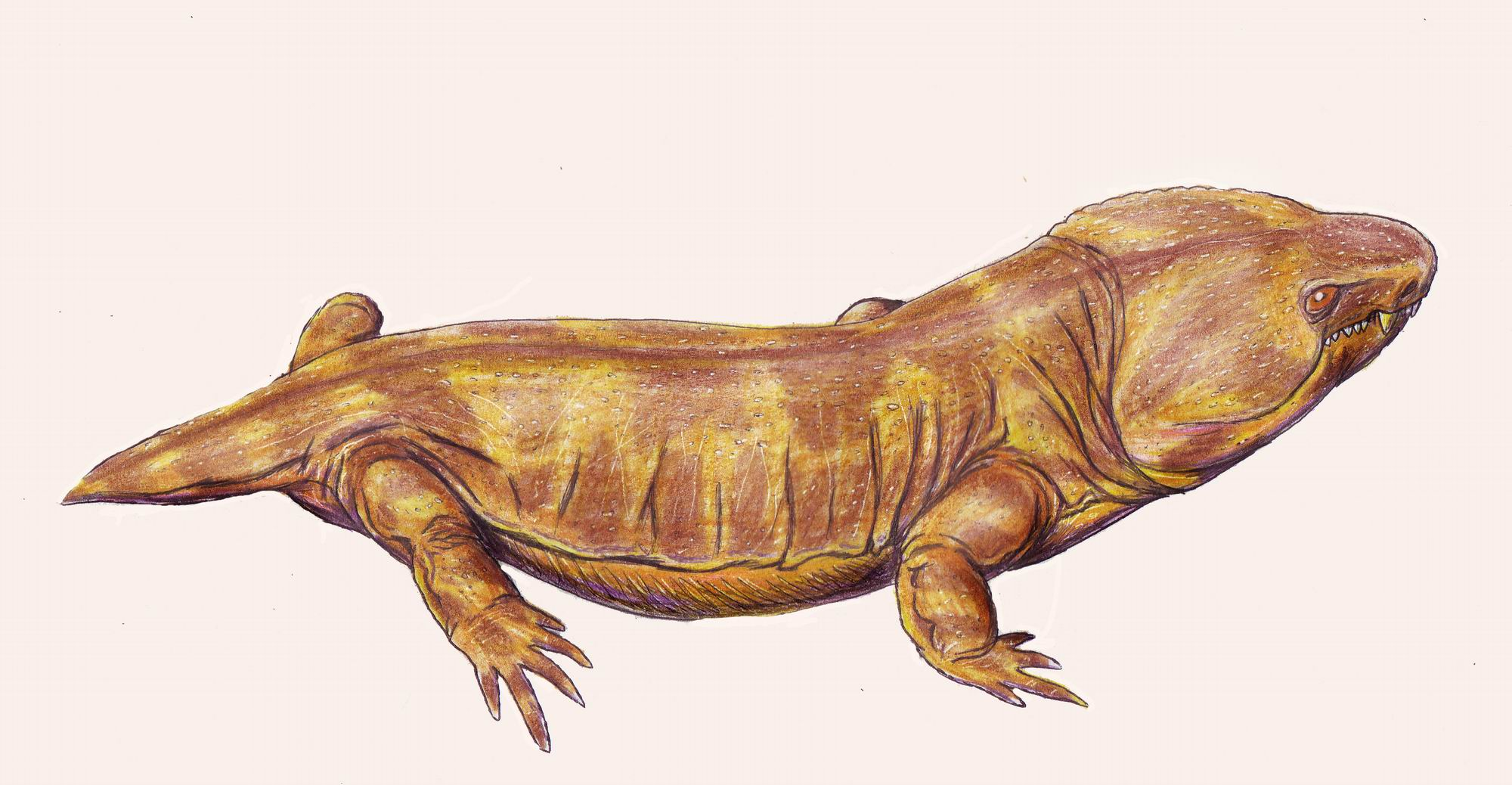
Pantylus cordatus ペルム紀初期の細竜目
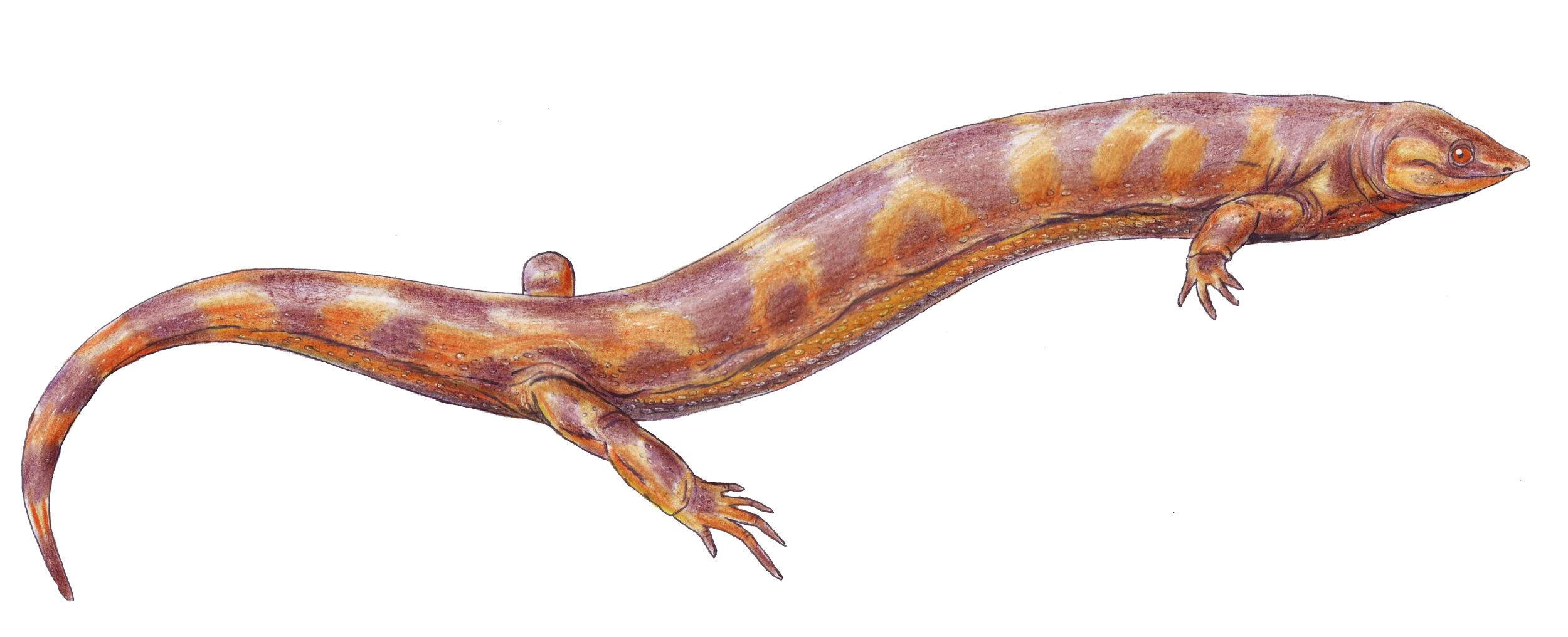
Pelodosotis elongatum ペルム紀の細竜目
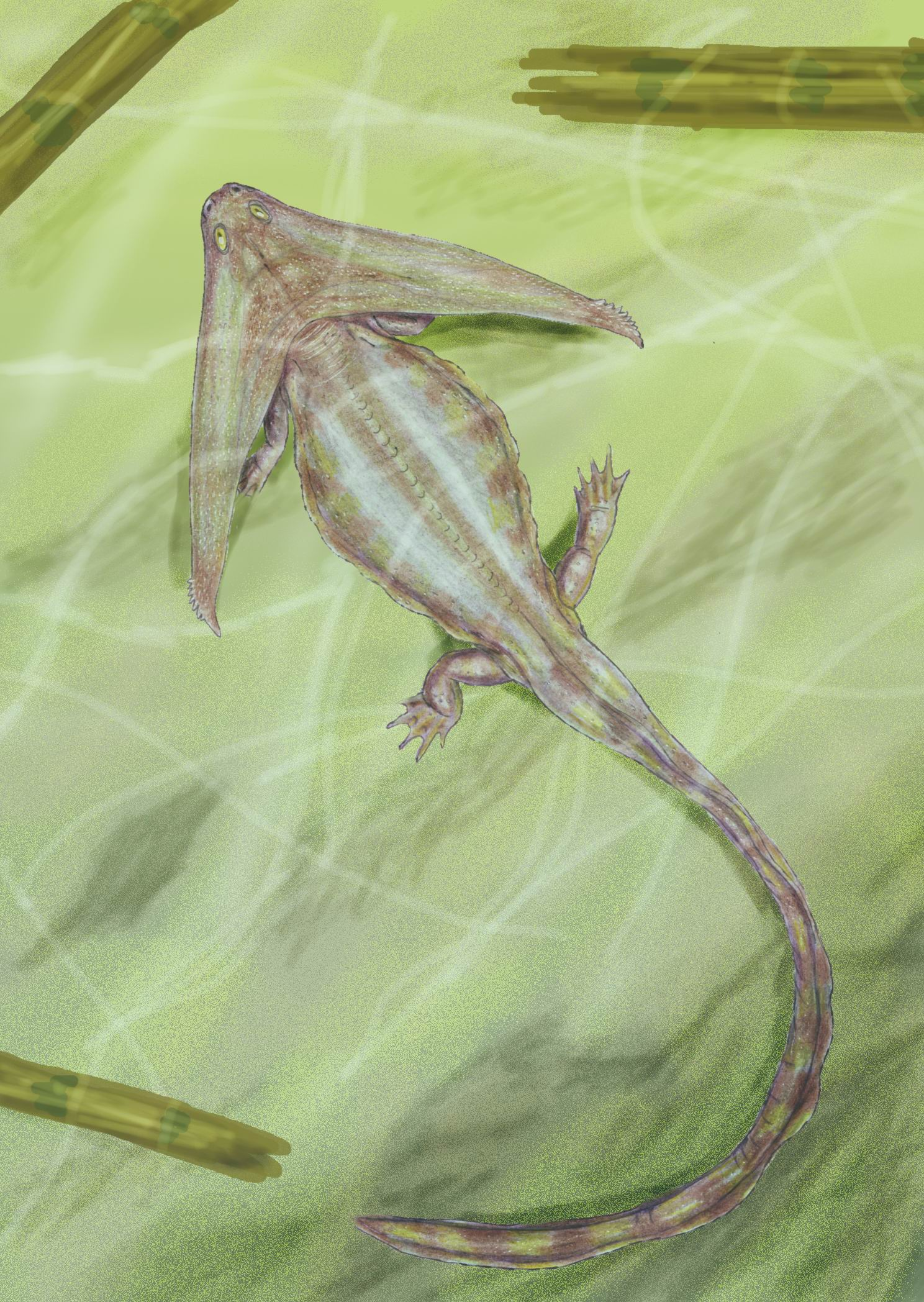
Diploceraspis burkei ペルム紀のネクトリド目
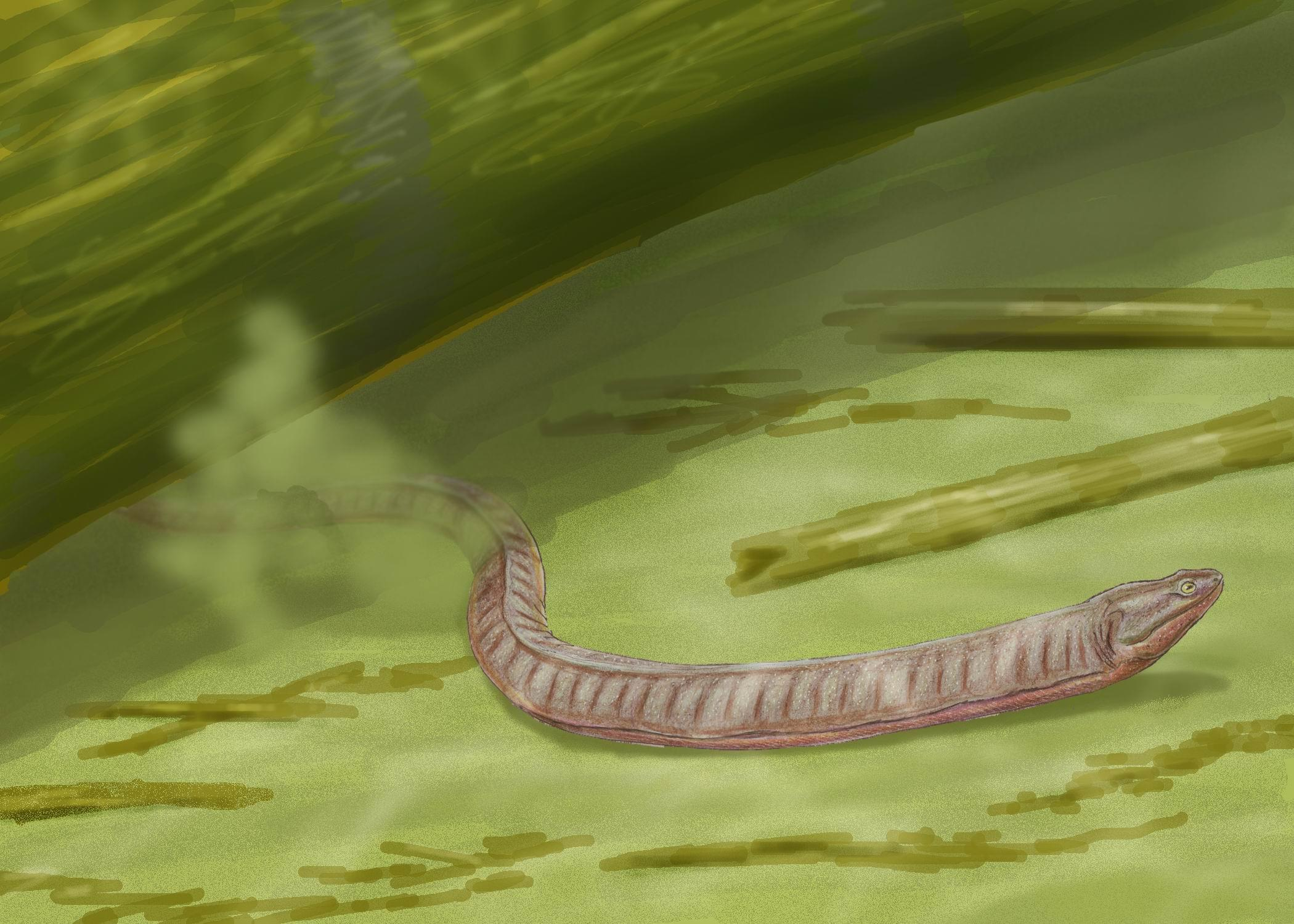
Adelospondylus watsoni 石炭紀前期のアデロギリヌス目